# Partielles Radizieren
Partielles Radizieren (ugs.: partielles Wurzelziehen oder teilweises Wurzelziehen) bezeichnet einen Weg, Wurzeln (Radix) umzuformen. Der Ausdruck unter der Wurzel wird dabei in seine Faktoren zerlegt, so dass durch Anwendung der Wurzelgesetze die Faktoren einzeln betrachtet werden können. Die Wurzel wird dann aus einem oder mehreren Faktoren gezogen.
Beispiel: {\displaystyle {\sqrt {27}}={\sqrt {3^{2}\cdot 3}}=3{\sqrt {3}}}

## Allgemeine Betrachtung
Wurzeln mit gleichem Wurzelexponenten ({\displaystyle n}) werden multipliziert, indem man das Produkt der Radikanden ({\displaystyle p\cdot q}) mit diesem Exponenten radiziert:
{\displaystyle {\sqrt[{n}]{p}}\cdot {\sqrt[{n}]{q}}={\sqrt[{n}]{p\cdot q}}}
Umgekehrt kann danach die Wurzel aus einem Produkt faktorenweise gezogen werden, man spricht dann von teilweisem oder partiellem Radizieren:
{\displaystyle {\sqrt[{n}]{p^{n+m}}}={\sqrt[{n}]{p^{n}}}\cdot {\sqrt[{n}]{p^{m}}}=p\cdot {\sqrt[{n}]{p^{m}}}}

## Weitere Beispiele
{\displaystyle {\sqrt[{3}]{16a^{3}b^{4}}}={\sqrt[{3}]{8}}\cdot {\sqrt[{3}]{2}}\cdot {\sqrt[{3}]{a^{3}}}\cdot {\sqrt[{3}]{b^{3}}}\cdot {\sqrt[{3}]{b}}=2ab\cdot {\sqrt[{3}]{2b}}}
{\displaystyle {\sqrt {8a^{2}+16a+8}}={\sqrt {8(a^{2}+2a+1)}}={\sqrt {8(a+1)^{2}}}={\sqrt {4}}\cdot {\sqrt {2}}\cdot {\sqrt {(a+1)^{2}}}=2{\sqrt {2}}\cdot |a+1|}